# 共同通信社
一般社団法人共同通信社（いっぱんしゃだんほうじん きょうどうつうしんしゃ）は、東京を拠点とする日本の通信社である。日本国内外のニュースや写真、記事関連のデータを日本国内の新聞社、NHK、民間放送局などに提供・配信しており、また日本語のみならず英語や中国語などでも配信する、アジアに軸足を置く日本を代表する総合国際通信社である。
傘下には総合コンサルティング企業の株式会社共同通信社（KK共同）、 共同通信デジタル、共同通信イメージズなどがある。
名前が類似している時事通信社とは別法人である。

## 事業内容

### 加盟社への記事配信
共同通信社自らが取材したニュース、共同通信論説委員室で執筆した社説および一部の加盟社が取材したニュースなどを、加盟社である全国の新聞社とNHK、契約社である民間放送局や一部の新聞社、ネット媒体等に配信している。ニュース記事だけでなく、連載記事（小説、芸能、生活、経済、書評）や連載4コマ漫画などの配信も行なっている。
新聞記事に「（共同）」等のクレジットが書いてある場合は共同通信の配信記事であることが明確だが、一方で加盟紙がクレジットをつけずに掲載する場合もある。このため、配信記事の責任の所在を巡ってトラブルが起こることもある（「配信元の表示」参照）。
上記の加盟社・契約社への配信に加えて、報道機関以外も含めた企業や海外メディアなどへの配信も子会社を通じて行なっている。
また、1989年に創設された非営利の報道機関「センター・フォー・パブリック・インテグリティー（Center for Public Integrity）」の国際報道部門（米ワシントンに事務所がある）に共同通信も日本の報道機関の代表として参加している。同部門では、60カ国以上の記者やジャーナリストが連携して国際的な犯罪を取材・報道している。

### 加盟社へのデータベースサービス
プロ野球、公営競技などの過去のデータなどを配信するデータベースを提供している。

### その他のニュース配信
船舶向け配信
日本付近だけでなく世界の海を航行する船舶に対し、主に短波を利用してニュース等を配信する。ニュースは紙面の形をとったファックス新聞で正式名称は「共同ニュース」という。また、海事関係者向け新聞「海運水産ニュース」、海上保安庁から情報提供された「日本航行警報」、お知らせとして「全漁連だより」、「気仙沼本吉地方だより」（気仙沼水産問題研究会編集、2023年3月末終了）など配信している。送られた紙面は船内で掲示板に貼られて閲覧に供される。本来は契約向けではあるが、ラジオファクシミリの性質上、スクランブルなどはかけられていないため、設備があれば誰でも受信することができる。鹿児島県漁業無線局に送信所を設置している。
| 時間 (JST)                                  | 主な配信内容                             | 配信日                         | 備考                                                          |
| ------------------------------------------- | ---------------------------------------- | ------------------------------ | ------------------------------------------------------------- |
| 00:00〜                                     | 朝刊（ニュース、スポーツ、日本航行警報） | 毎日                           |                                                               |
| 00:00〜                                     | ファックスだより                         | 日曜日                         |                                                               |
| 03:25〜04:10                                | インド洋海域海況情報                     | 毎月4・14・24日                | 一般社団法人漁業情報サービスセンターが 情報提供を行っている。 |
| 03:25〜04:10                                | 南大西洋海域海況情報                     | 毎月4・14・24日                | 一般社団法人漁業情報サービスセンターが 情報提供を行っている。 |
| 03:25〜04:10                                | 北大西洋海域海況情報                     | 毎月4・14・24日                | 一般社団法人漁業情報サービスセンターが 情報提供を行っている。 |
| 05:00〜                                     | 日本航行警報、船員だより                 |                                |                                                               |
| 08:00〜                                     | 朝刊                                     | 00:00〜の再配信                |                                                               |
| 08:00〜                                     | 海運水産ニュース                         | 前日配信分（日曜の配信は無し） |                                                               |
| 11:00〜                                     | 夕刊                                     | 前日配信分（日曜のみ）         |                                                               |
| 12:00〜                                     | 朝刊                                     | 00:00〜の再配信                |                                                               |
| 13:55〜14:40                                | 北太平洋南東部海域海況情報               | 毎月4・14・24日                | 一般社団法人漁業情報サービスセンターが 情報提供を行っている。 |
| 13:55〜14:40                                | 北太平洋北部海域海況情報                 | 5月〜7月の毎月4・14・24日      | 一般社団法人漁業情報サービスセンターが 情報提供を行っている。 |
| 13:55〜14:40                                | 南東太平洋海域海況情報                   | 毎月4・14・24日                | 一般社団法人漁業情報サービスセンターが 情報提供を行っている。 |
| 13:55〜14:40                                | 南西太平洋海域海況情報                   | 毎月4・14・24日                | 一般社団法人漁業情報サービスセンターが 情報提供を行っている。 |
| 16:10〜                                     | 英字新聞「KYODO NEWS」                   | 毎日                           |                                                               |
| 16:45〜                                     | 夕刊、海運水産ニュース、お知らせ         | 毎日                           |                                                               |
| 19:00〜                                     | ふるさと通信                             | 日曜日                         |                                                               |
| 19:20〜                                     | 朝刊                                     | 00:00〜の再配信                |                                                               |
| 20:30〜                                     | 日本航行警報                             | 毎日                           |                                                               |
| 21:00〜                                     | 英字新聞「KYODO NEWS」                   | 再放送                         |                                                               |
| 23:00〜                                     | 海運水産ニュース                         | 再放送                         |                                                               |
| ※配信内容によって、送信終了時間が変動する。 |                                          |                                |                                                               |

デジタルサイネージ等

デジタル技術の進歩により、デジタルサイネージを運営する会社へのニュース配信の提案企画やネット配信専門の制作プロダクションへのニュース配信を行なっている。

## 沿革

### 前史
- 1901年（明治34年） 日本広告株式会社および電報通信社が創立される[5]。
- 1906年（明治39年） 電報通信社を改組して株式会社日本電報通信社が創立される[5]。
- 1907年（明治40年） 日本広告株式会社と株式会社日本電報通信社が合併する[5]。
- 1914年（大正3年） 国際通信社と東方通信社が発足する[5]。
- 1926年（大正15年） 国際通信社と東方通信社が合併して日本新聞連合社が発足する。後に新聞連合社に改称[5]。
- 1936年（昭和11年） 新聞連合社の解散を受け、社団法人同盟通信社が発足する。同盟通信社の広告事業部門は日本電報通信社が、日本電報通信社の通信事業部門は同盟通信社が引き継ぐ[5]。
- 1945年（昭和20年）
  - 9月1日、GHQは報道取締要領を公表[6]
  - 9月14日、同盟ニュースが占領軍を批判したとして同盟通信社に業務停止命令を下す[6]
  - 9月15日、GHQは同盟通信社に対し事前検閲を条件として業務再開を認めた[6]
  - 9月30日、第33回理事会において解散の方針を決定[6]
  - 10月12日、臨時社員総会において同盟の解散が決定[6]
  - 10月31日、同盟通信社解散[6]

### 共同通信社
- 1945年（昭和20年）
  - 9月28日、朝日新聞、毎日新聞、読売新聞、日本産業経済など14新聞社の代表が集まり第一回新通信社設立準備委員会が開かれた[6]。
  - 10月12日、同盟通信社の解散を決定した臨時社員総会において以下の委員会の原案を承認
    1. 新通信社は新聞内の組合機関として内外ニュースの供給を第一義とする
    2. 名称は社団法人共同通信社とする（当初は協同通信社）
    3. 11月1日から業務を開始する準備を進める
    4. 準備は朝日、毎日、日本産経、道新、中日、西日本、中国、合同の8社に一任する

  - 11月1日、新聞社60社及び社団法人日本放送協会（NHK）[注釈 1]を加盟社として社団法人共同通信社が発足[6][5]。同時に時事通信社も株式会社として発足。共同・時事の両社共東京・日比谷公園の市政会館に本社を置いた。旧同盟通信社の株価情報などを提供していた商業通信部門と『世界週報』などの出版業務を時事通信社に、報道部門を共同通信社に分割した。同盟通信設立時の事情から、共同・時事の両社が広告代理専業になっていた電通の大株主となる。

- 1949年（昭和24年） 時事通信社との紳士協定が崩れ、競合関係に入る。
- 1952年（昭和27年） 朝日新聞社、毎日新聞社、読売新聞社が脱退、契約社に移行。
- 1966年（昭和41年）港区赤坂葵町（現虎ノ門）に共同通信会館竣工。本社を移転。
- 1968年（昭和43年） 国際新聞電気通信評議会に加入する。
- 1972年（昭和47年） 株式会社共同通信社（KK共同）が設立される。
- 1988年（昭和63年） NTT、NECと共同で国内初の光ファイバーによる全都道府県へのデジタル通信網を構築し、1時間以上を要したカラー写真の送信が8分で可能となる。
- 2003年（平成15年）7月 共同通信社新本社ビルと汐留メディアタワーが竣工[5]。共同通信会館は賃貸ビルとなる。
- 2005年（平成17年） 日本テレビが契約打ち切り。
- 2006年（平成18年）9月1日に平壌（朝鮮民主主義人民共和国）に支局を開設。日本メディアとしてはしんぶん赤旗（撤退）・朝鮮新報に続いて3例目。同時期に同様の話があったNHKは実現に至っていない。当初は現地人記者（朝鮮中央通信から出向）のみを採用。
- 2007年（平成19年）中央区佃に研修・交流センター竣工。
- 2009年（平成21年）
  - 11月 毎日新聞社と共同通信社が提携で合意する。[7]
  - 12月 共同通信社が「毎日が共同加盟各紙から個別に地域のニュース・情報等を受ける」と発表したことに対し、複数の加盟紙が「事実と違う」と反発したことを受けて、共同通信社は「発表内容に誤りがあった」と陳謝し、社長らの処分を決定する[8][9][10]。
- 2010年（平成22年）4月 毎日新聞社が社団共同に再加盟。公益法人制度改革に対応し、旧法社団法人から一般社団法人に移行する[5]。
- 2011年（平成23年）
  - 4月 株式会社共同通信デジタル が設立される。
  - 11月 海外の日系企業向けに経済ニュースの配信を行うNNAの株をフィスコから購入して子会社とする。
- 2013年（平成25年）1月 金融工学とITを使ったコンテンツプロバイダー、またSaaS事業者である クォンツ・リサーチ株式会社 を子会社とする。
- 2021年（令和3年）10月31日 同日投開票の第49回衆議院議員総選挙から朝日新聞社（朝日新聞）、テレビ朝日（ANN）、TBSテレビ（JNN）、フジテレビ（FNN）、テレビ東京（TXN）との6社共同で国政選挙における出口調査を実施[注釈 2][11][12]。

## セクション

### 本社

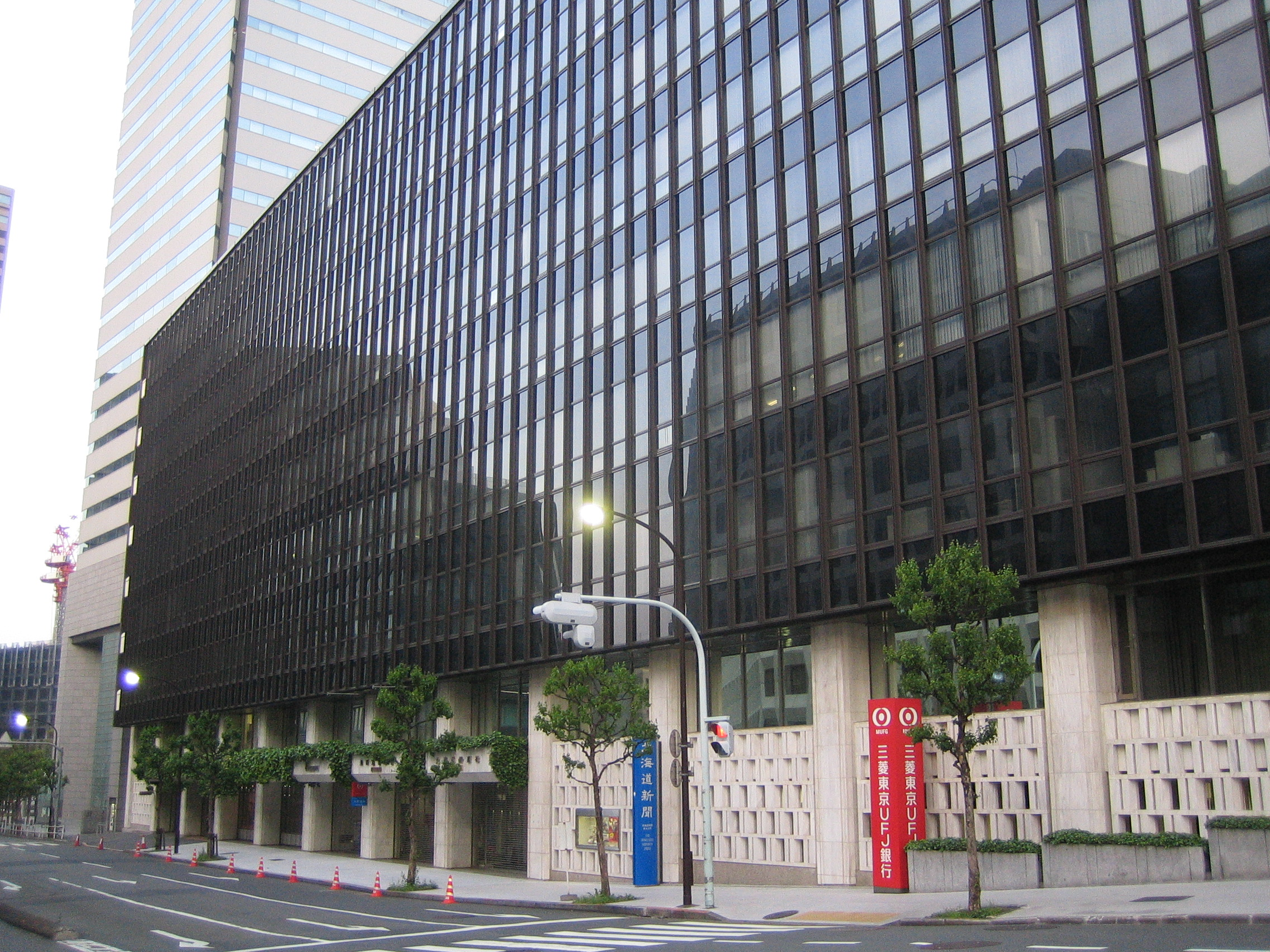
共同通信会館（旧本社、港区虎ノ門）KK共同の本社はこちらにある

東京都港区東新橋1-7-1 汐留メディアタワー
- 編集局
  - ニュースセンター
  - 整理部
  - 論説委員室
  - 編集委員室
  - 総合選挙センター
  - 予定センター
  - スポーツ企画室
  - 特別報道室
  - 生活報道部
  - 政治部
  - 経済部
  - 経済データ部
  - 社会部
  - 地域報道部
  - 運動部
  - スポーツ特信部
  - スポーツデータ部
  - 科学部
  - 文化部
  - 東京エンタメ取材チーム
  - 囲碁・将棋チーム
  - 外信部
  - デジタル編集部
  - 編集庶務部
  - 編集連絡部
  - 調査部
  - AIサイバー報道チーム

- 国際局
  - 海外部
  - 多言語サービス室
  - 紙面サービス室
- 放送報道局
  - 放送事業部
- デジタル推進局
  - デジタルサービス部
  - デジタル事業部
  - メディアラボ
- ビジュアル報道局
  - 写真部
  - 映像音声部
  - グラフィックス部
  - イラスト室
  - 写真データ部
- 情報技術局
  - ソリューショングループ
  - オペレーショングループ

### 支社
- 札幌
- 仙台
- 東京
- 名古屋
- 大阪
- 福岡

### 支局
- 日本の県庁所在都市（支社を有する北海道、宮城県、東京都、愛知県、大阪府、福岡県を除く）と函館、釧路、旭川に設置

なお支局・支社は共同通信に加盟している地方新聞社の本社内にあることが多い（例えば函館・旭川・釧路支局は北海道新聞社の各支社内にある。例外的に福島支局と那覇支局は同等の規模を有する加盟社が複数存在するため、加盟社の本社内には設置されていない。）。

### 海外総支局・通信員
アジア
- 中国総局
- 上海支局
- 広州支局
- 香港支局
- 台北支局
- ウランバートル支局
- 平壌支局
- ソウル支局
- バンコク支局
- マニラ支局
- ジャカルタ支局
- ハノイ支局
- プノンペン支局
- シンガポール支局
- ヤンゴン支局
- ニューデリー支局
- イスラマバード支局
- カブール支局

オセアニア
- シドニー支局

中東
- カイロ支局
- エルサレム支局
- イスタンブール支局
- テヘラン支局
- バグダッド支局

アフリカ
- ナイロビ支局

北アメリカ
- ワシントン支局
- ニューヨーク支局
- ロサンゼルス支局
- ハバナ支局

南アメリカ
- サンパウロ支局

ヨーロッパ
- ブリュッセル支局
- ロンドン支局
- パリ支局
- ベルリン支局
- ローマ支局
- ジュネーブ支局
- ベオグラード支局
- ウィーン支局
- ワルシャワ支局
- モスクワ支局
- ウラジオストク支局

海外通信員（10カ所）
- ウランバートル
- カトマンズ
- イスラマバード
- カブール
- ベイルート
- サンフランシスコ
- ホノルル
- ブエノスアイレス
- ストックホルム
- ウラジオストク

## 契約メディア
共同通信に加盟していないメディアとしては読売新聞グループ、朝日新聞社といった自社取材網が充実している大手新聞社、全国の民間放送局（全てではない）、共同に加盟できるだけの財務的余裕がない一部の新聞社、商業新聞でないため日本新聞協会に加盟できない機関紙発行元、インターネット動画配信専門のプロダクションなどが該当する。なおマスコミ分野を本業としない民間企業や官公庁がニュースの配信を希望する場合は、国内であればKK共同か共同通信デジタル、海外ではKyodo News Internationalまたはエヌ・エヌ・エーの現地法人との契約を原則とする（後述）。
2018年4月1日現在、契約新聞社は10、契約民間放送局は110。ほかに海外にある計約40の日系紙や日本語放送局にも記事を配信しているほか、約500の外航船舶や漁船にもニュースを供給している。契約新聞社は朝日新聞、読売新聞といった全国紙のほか、紀伊民報、熊野新聞、紀州新聞、山口新聞、八重山日報などの地方紙も含む。契約民間放送局は、TBSテレビ、フジテレビ、テレビ朝日、テレビ東京といったキー局だけでなく、北海道から沖縄までの全国各地の地方局に及んでいる。
2010年代に入ると衛星一般放送事業者（2011年以前の委託放送事業者）やネット配信専門のプロダクションといった新たな形態の動画系マスメディアが登場したが、それら事業者は個別に共同通信社と提携したり、同一資本に契約社がある場合はその会社を通じるなどの形で共同電の供給を受けている。
一方で、共同通信の配信記事をそのまま掲載しながら、契約社である新聞社は自社記事のように「●●日●●●●特派員」と署名を付けるケースが目立つ。 時折、共同通信の配信記事に誤りがあった場合、まったく同じ誤りを契約社の記事に見つけることができる。また、その国にいなかったはずの記者の名前が付けられていることさえもある。つまり、契約社の国際記事には（共同）のクレジットは見当たらないが、実質的に日々掲載はなされている。しかし共同通信側がそれぞれの契約社に異議申し立てをしたことはない。

論説（社説）についても同一の文章が題名を変えただけで複数紙に掲載されることがある。例えば2012年7月13日には、茨城新聞と岐阜新聞と山陰中央新報で「大津いじめ自殺事件」について「学校や市教委の協力が見込めるのに、子どもたちが動揺するのが確実な、強制権限を振り回す必要があったのか」と述べているが、社説の文面は同一である。

### 契約社との関係
1998年、当時外信記事に限って配信を受けていた3大紙全社（読売、朝日、毎日）が契約料値下げを要求。この動きに追随する形で産経新聞社も出資額の値下げを要求した。これに対し共同通信側は4社の要求を拒絶した。
ただし、友好関係にある加盟社も少なくない。たとえば2010年、沖縄タイムス・琉球新報・共同通信は3社合同企画『錯誤の20年 「普天間交渉」』を立ち上げ、いわゆる「普天間問題」で論陣を張る中核的存在となった。
2024年3月、翌4月からTBS系列の複数のテレビ局が、共同通信からのニュース配信契約を打ち切ることが決まったことが報道された。

## 外国の契約・協力通信社
- 聯合ニュース
- 朝鮮中央通信
- 新華社
- 中央通訊社
- 国営モンツァメ通信
- 国営アンタラ通信
- 国営ベルナマ通信
- 国営ベトナム通信
- カンボジア通信
- 国営パテト・ラオ通信
- 国営APP通信
- PTI通信
- ユナイテッドニュースオブバングラデシュ
- アナトリア通信
- 国営イラン通信
- メヘル通信
- 中東通信
- 国営サウジ通信
- 国営クウェート通信
- 国営カタール通信
- 首長国通信
- AP通信
- ブルームバーグ通信
- ゲッティイメージズ
- プレンサ・ラティーナ
- PA通信
- ロイター通信
- DPA通信
- ベルガ通信
- オーストリア通信
- ANSA通信
- LUSA通信
- スペイン通信
- アテネ・マケドニア通信
- ポーランド通信
- チェコ通信
- 国営ハンガリー通信
- アジェルプレス
- 国営ブルガリア通信
- タンユグ通信
- 国営アルバニア通信
- タス通信
- ロシア通信
- インタファクス通信
- 国営アゼルバイジャン通信
- カズインフォルム

## その他

### 記者ハンドブック
共同通信社では1956年から記事に使用する用語や漢字などを定めた「記者ハンドブック」を出版しており、多くの新聞社もこのハンドブックに従って記事を校閲している。

### 連載企画
- 『地球人間模様』は「@コリア」「@その他地域」「@アメリカ」「@チャイナ」「@LOVE」と5週を1クールとし、「今を生きる」人間模様を描いている。地域ごとに主人公やテーマを立ててある。
- 『原発の不都合な真実』は「地球温暖化防止」「安定供給」「安い発電コスト」など、巷で言われる原発の利便性についてその真偽の程を第一線の記者が解説している。
- 『アリラン物語』は、植民地時代の朝鮮で作られた伝説の映画のタイトルでもある「アリラン」をめぐる物語を日韓両国で取材して紹介している。

### チャイム
ニュース番組で報道局フロアなどから放送している際に、「ピーピポピポピポ」と裏で音が流れる場合がある。これは、ニュースの第一報（「番外」のほか、その喚起音から「ピーコ」 と呼ばれている）のほか、新聞社・放送局など各メディアへのお知らせが共同通信社から送られるときの注意アナウンスである。重大ニュースの一報では、この「お知らせ」が「キーンコーンカーンコーン」といった、学校のチャイム風（ウェストミンスターの鐘）のものになり新聞社が号外を発行するニュースであれば、この「フラッシュ」で配信アナウンスされる。

### 所属記者
- 太田昌克[20]
- 岡田充[21]
- 石山永一郎[22]
- 柿崎明二[23]
- 井田徹治[24]

以上各氏らが『世界』の常連執筆者となっている。
- 永井晴二 大阪支社専属競馬ライター。元スポーツニッポン大阪本社競馬記者。現在は西日本地区の地方紙の競馬記事出稿と、ラジオNIKKEI第2放送『中央競馬実況中継WEST』の土曜日第1部（午前中の部）レギュラー解説者。

## 歴代共同通信社代表
理事長
- 伊藤正徳：1945年 - 1949年[25][26][27]

1949年の第29回理事会にて理事長制の廃止に関する定款変更承認される。同年第10回社員総会、第30・31回理事会にて理事会長、専務理事、常務理事制になる。
- 理事会長[28]
  - 小田嶋定吉（日本経済新聞社社長）：1949年 - 1952年
  - 阿部謙夫（北海道新聞社社長）：1952年 - 1956年
  - 与良ヱ（中日新聞社社長）：1956年 - 1958年、1966年 - 1968年
  - 野村秀雄（日本放送協会会長）：1958年 - 1959年
  - 弘中伝二（西日本新聞社社長）：1959年 - 1961年
  - 萬直次（日本経済新聞社社長）：1961年 - 1966年
  - 前田義徳（日本放送協会会長）：1968年 - 1972年
  - 西村二郎（新潟日報社会長）：1972年 - 1974年
  - 三浦秀文（中日新聞社会長）：1974年 - 1977年
  - 上関敏夫（北海道新聞社社長）：1977年 - 1980年
  - 加藤巳一郎（中日新聞社社長）：1980年 - 1987年
  - 渡辺喜久雄（北海道新聞社社長）：1987年 - 1990年
  - 青木秀（西日本新聞社社長）：1990年 - 1998年
  - 大島宏彦（中日新聞社社長）：1998年 - 2004年
  - 多田昭重（西日本新聞社）：2004年 - 2011年
  - 白井文吾（中日新聞会長）：2011年 - 2014年
  - 村田正敏（北海道新聞社社長）：2014年 - 2019年
  - 大島宇一郎（中日新聞社社長）：2019年 - 2025年
  - 柴田建哉（西日本新聞社会長）：2025年 -
- 副会長
  - 白石古京（京都新聞社長）：1949年[29] -
- 専務理事
  - 松方義三郎：1945年 - 1959年（創業から常任専務理事兼編集局長[30]）[31]
  - 岩本清：1959年 - 1966年(元常務理事、退任後に顧問) [32][33]
- 常務理事
  - 田村源治、加藤万寿男、田中正太郎

1966年3月3日に開かれた臨時社員総会、第203回理事会にて岩本専務理事の辞任と共同通信社へ社長制の新設と新社屋への移転に伴う定款の一部変更を承認された。
- 福島慎太郎：1966年 - 1978年[34][35] (退任後に会長)
- 渡辺孟次：1978年 - 1985年
- 酒井新二：1985年 - 1991年（1947年入社）
- 犬養康彦：1991年 - 1998年（1953年入社）
- 斎田一路：1998年 - 2002年（1960年入社）
- 山内豊彦：2002年 - 2005年
- 石川聡：2005年 - 2013年
- 福山正喜：2013年 - 2018年
- 水谷亨：2018年 - 2025年6月18日
- 沢井俊光：2025年6月19日 - 現職

## 配信先の報道機関
共同通信社がニュースを配信している国内の報道機関は次の通り。

### 加盟社(共同通信の運営に出資)
- NHK - ただしNHKニュースにおいては、共同通信配信のニュースは補足的にしか使われず、G・R1共に共同のクレジットも一切出されない。

- 北海道新聞
- 室蘭民報
- 東奥日報
- デーリー東北
- 秋田魁新報
- 山形新聞
- 岩手日報
- 河北新報
- 福島民報
- 福島民友
- 下野新聞
- 茨城新聞
- 上毛新聞
- 千葉日報
- 神奈川新聞
- 埼玉新聞
- 日本経済新聞
- 産経新聞[注釈 4]
- ジャパンタイムズ
- ニューヨーク・タイムズ[注釈 5]
- 毎日新聞
- スポーツニッポン
- スポーツ報知
- 日刊スポーツ
- サンケイスポーツ
- 東京新聞
- 東京中日スポーツ（電子版のみ。後述）
- 山梨日日新聞
- 信濃毎日新聞
- 新潟日報
- 静岡新聞
- 中日新聞
- 中日スポーツ
- 中部経済新聞
- 伊勢新聞
- 岐阜新聞
- 北日本新聞
- 富山新聞
- 北國新聞
- 北陸中日新聞
- 福井新聞
- 日刊県民福井
- 京都新聞
- 奈良新聞
- 神戸新聞
- デイリースポーツ
- 山陽新聞
- 中国新聞
- 日本海新聞
- 山陰中央新報
- 四国新聞
- 愛媛新聞
- 徳島新聞
- 高知新聞
- 西日本新聞
- 大分合同新聞
- 宮崎日日新聞
- 長崎新聞
- 佐賀新聞
- 熊本日日新聞
- 南日本新聞
- 沖縄タイムス
- 琉球新報

### 契約社発行新聞
- 読売新聞
- 朝日新聞
- 東京スポーツ
- 中京スポーツ
- 大阪スポーツ
- 紀伊民報
- 熊野新聞
- 紀州新聞
- 山口新聞
- 九州スポーツ
- 南海日日新聞
- 宮古新報
- 八重山日報[注釈 6]
- 聖教新聞[注釈 7]

### 契約民間放送局
- 北海道放送
- エフエム北海道
- 東北放送
- エフエム仙台
- 仙台放送[注釈 8]
- 青森放送
- 青森テレビ
- 秋田放送
- 秋田テレビ
- エフエム秋田
- 山形放送[注釈 9]
- さくらんぼテレビジョン
- IBC岩手放送
- エフエム岩手
- ラジオ福島
- 栃木放送
- とちぎテレビ
- LuckyFM茨城放送
- 群馬テレビ
- エフエム群馬
- 千葉テレビ放送
- ベイエフエム
- テレビ神奈川
- 横浜エフエム放送
- テレビ埼玉
- エフエムナックファイブ
- フジテレビジョン[注釈 10]
- TBSテレビ・TBS・JNN NEWS DIG[注釈 11]
- ニッポン放送
- 文化放送
- テレビ朝日[注釈 12]
- テレビ東京[注釈 13]
- エフエム東京[注釈 14]
- J-WAVE
- 東京メトロポリタンテレビジョン（TOKYO MX）[注釈 15]
- InterFM897[注釈 16]
- WOWOW
- 日本BS放送（BS11）
- BSよしもと
- 日経ラジオ社（ラジオNIKKEI）
- 山梨放送[注釈 17]
- エフエム富士
- 信越放送
- 長野エフエム放送
- 新潟放送
- CBCテレビ[注釈 18]
- 東海テレビ放送[注釈 19]
- 中京テレビ放送
- テレビ愛知
- エフエム愛知
- 名古屋テレビ放送
- ZIP-FM
- 三重エフエム放送
- 三重テレビ放送
- 静岡放送[注釈 20]
- 静岡エフエム放送（K-MIX）
- 岐阜放送[注釈 21]
- 北日本放送
- 富山エフエム放送
- 北陸放送
- テレビ金沢
- エフエム石川
- 毎日放送[注釈 22]
- 朝日放送テレビ
- 朝日放送ラジオ[注釈 23]
- ラジオ大阪（旧正式社名・大阪放送）[注釈 24]
- 関西テレビ放送
- エフエム大阪
- テレビ大阪
- FM802
- KBS京都
- エフエム京都
- びわ湖放送
- エフエム滋賀
- 奈良テレビ放送
- 和歌山放送
- テレビ和歌山
- ラジオ関西[注釈 25]
- サンテレビジョン
- 岡山放送
- 中国放送
- 広島エフエム放送
- 広島ホームテレビ
- テレビ新広島
- 西日本放送
- 南海放送[注釈 26]
- 高知放送
- RKB毎日放送
- 九州朝日放送
- テレビ西日本
- FBS福岡放送
- TVQ九州放送
- エフエム福岡
- ラブエフエム国際放送
- CROSS FM[注釈 27]
- エフエム大分
- エフエム長崎
- テレビ長崎
- エフエム熊本
- 鹿児島テレビ放送
- エフエム鹿児島
- エフエム沖縄（旧・極東放送）
- ラジオ沖縄
- 琉球朝日放送[注釈 28]

### 過去の加盟社
- 朝日新聞社 - 1952年まで、以後は契約社に移行
- 読売新聞社 - 1952年まで、以後は契約社に移行
- 北海タイムス
- 東京タイムズ

#### 過去の加盟社発行媒体
- 道新スポーツ（北海道新聞社）- 2022年11月30日限りで紙版休刊、電子媒体『DOSHIN SPORTS』に移行
- 西日本スポーツ（西日本新聞社） - 2023年3月31日限りで紙版休刊、電子媒体『西スポWeb OTTO!』に移行
- 大阪日日新聞（新日本海新聞社） - 2023年7月31日限りで休刊
- 夕刊フジ（産業経済新聞社） - 2025年1月31日発行の2月1日付限りで休刊。なお電子媒体『Zakzak』はリニューアルの上存続
- 東京中日スポーツ（中日新聞東京本社） - 2025年1月31日限りで紙版休刊

### 過去の契約社
- 日本テレビ - 2005年まで。条件見直し交渉が決裂したため契約打ち切り、以後は南海放送東京支社経由で共同電を閲覧
- 毎日放送ラジオ局報道部（現・MBSラジオ） - 1965年から2021年3月まで。持株会社制移行に伴う事業見直しのため契約打ち切り
- DHCテレビ - 2014年から2022年11月まで。親会社ディーエイチシーがオリックスに買収されたことに伴い『真相深入り!虎ノ門ニュース』が終了したため契約打ち切り
- 東海ラジオ放送  - 2024年3月まで。東海テレビからの供給に切り替えるため契約打ち切り
- 大分放送・宮崎放送・長崎放送・熊本放送 - 2024年3月まで。加盟社である地元新聞社およびTBS・JNN NEWS DIGからのJNNを通じた配信に切り替えるため契約打ち切り
- 琉球放送 - 2024年12月まで。TBS・JNN NEWS DIGおよび開局時に後援した沖縄タイムス社を通じた配信に切り替えるため契約打ち切り、なお琉球朝日放送については引き続き当社が契約料を負担
- RSK山陽放送[注釈 29]・南日本放送 - 2025年3月まで。加盟社である地元新聞社およびTBS・JNN NEWS DIGからのJNNを通じた配信に切り替えるため契約打ち切り

## グループ企業
一般社団法人共同通信社を中心に共同通信グループを構成している。
共同通信社本体は加盟社・契約社からの負担金（社費）で運営されている公益法人であり、収益事業に制限があることから、「一般社団法人共同通信社の出資」で一般企業を設立し各種収益事業を行っている。
株式会社共同通信社
一般社団法人共同通信社の100%出資による総合情報サービス会社。
非メディアに情報を販売することを目的に設立されており、中央官庁や地方自治体、日本に本拠を置くマスコミ以外の民間企業などはKK共同と契約してニュースの配信を受ける例がある。なお2010年代以降は共同通信デジタルに契約を移行する取引先もみられる。
出版業務も株式会社から行われていて、プロ野球公式記録集「オフィシャル・ベースボール・ガイド」や、かつてFM情報誌「FM fan」を出していたことで知られ、テレビ情報誌「BSfan」（2008年からは「TVfan」）も発行している。その別冊として『セックス・アンド・ザ・シティ』などの海外ドラマを扱ったムック本を出し続けていて、その流れから『もっと知りたい!韓国TVドラマ』を出版したところ、勃興し始めていた韓流ブームに乗って大ヒットを記録。韓流だけを扱ったムック本のさきがけとなった。また公式HP上でも韓流エンタメ情報を積極的に公開しており、韓国マネートゥデー紙のエンタメ情報を翻訳して連日掲載している。
2013年には韓流ブーム10周年実行委員会の発起人となり、韓国コンテンツ振興院で開かれたシンポジウムで韓流活性化に向けた各種事業を発表している。
2018年3月30日、市場調査大手矢野経済研究所の発行済株式総数の64%を、子会社のクォンツ・リサーチと共に買収、グループ企業化したと発表した。
共同通信デジタル
ニュース配信サービス、Webサイト・携帯サイトの運営、システム開発、サーバー保守・運用など
共同通信イメージズ
日本国内外の写真、動画、イラスト、グラフィックス、アニメーション、コンピュータ・グラフィックス（CG）等ビジュアルコンテンツ全般の撮影、制作、配付販売事業
共同通信PRワイヤー
企業・団体のプレスリリースを、国内・海外メディアへ配信および提携サイトへ転載するWEBサービス
NNA
アジア各国・地域での経済ビジネス情報の編集・発行および日本国内での情報配信サービス、調査事業、広告事業など
クォンツ・リサーチ
金融関連WEBコンテンツの企画・運営サービス、金融情報の配信サービス、金融工学を用いたコンサルティング、営業支援システム
ノアドット
WEBにおけるニュースコンテンツ流通を最適化するプラットホームの開発およびサービスの提供
Kyodo News International
共同通信の英語記事の配信会社。ニューヨークに本社を置く。
共同通信テクノスタッツ
一般社団法人共同通信社の加盟・契約社（新聞、放送など）向け集配信システムの監視・運用とユーザーサポート、スポーツデータ記録処理などを中心に、ＰＣやコピー複合機など情報機器の販売および関連業務
矢野経済研究所
全産業・市場を網羅する総合調査会社
共同通信会館
東京都港区虎ノ門の旧共同通信本社ビルの賃貸や再開発の不動産事業

## 疑義が持たれた報道等

### 誤報
- 1955年6月20日、セイロン（現スリランカ）で皆既日食の観測が行われた。実況放送を行っていたセイロン放送が日食の様子を放送していたため、予定稿の「観測成功」を報道したところ、実際には天候の急変で観測中止となっていたため誤報となった。
- 2002年6月14日、2002 FIFAワールドカップの報道で『快挙達成目前で夢散る日本代表 「大阪の悲劇」』という予定稿を誤配信してしまった。実際には日本代表はチュニジア代表に2-0で勝って決勝トーナメント進出を決めた。
- 2002年8月16日、石原慎太郎都知事が愛媛県の教科書採択に関して「『愛媛は愛媛の選択をしたと思う』と断った上で『プロセスを正当に踏まず、密室的、一方的に決められた節がないでもない』と批判した」と報道した。しかし、実際には『過去の教科書採択』の方がプロセスを正当に踏んでいないという逆の趣旨の発言だった。共同通信側は「知事の発言の趣旨を取り違えた初歩的なミスで、弁明の余地はない。関係者にご迷惑をかけたことは遺憾でありおわびする。こうした事態が二度と起きないよう記者教育や社内のチェック体制を徹底したい」と釈明した[44]。
- 2004年10月30日、イラクで日本人青年がイラクの聖戦アルカイダ組織の人質になった事件で、イラクで発見された遺体が香田さんだと断定する記事を報道した。その後、遺体は香田さんとは別人だったことが判明した[45]。
- 2010年1月27日、政治資金規正法違反に関して「小沢氏の再聴取、見送りへ 特捜部、政治的影響も考慮」と報道した[46]。その後、1月30日に再聴取が行われた。
- 2010年10月8日のサッカー日本代表国際親善試合『キリンチャレンジカップ』で、実際には取材していない談話を当日聞いたコメントのように加筆した記事を配信し、東京新聞、福井新聞、神戸新聞、山陰中央新報の4紙が10月9日付朝刊に掲載した[47]。共同通信は不適切ではあるが捏造とは思っていない、誤りがあったため訂正しお詫びを配信したとコメントしている[要出典]。
- 2012年2月5日、大分県で発生した死体遺棄事件の報道で、被疑者（母）と被害者（娘）の写真として別の母娘の写真を配信し、全国で30を越える新聞の6日付朝刊に誤った写真が掲載された。写真の確認不足が原因としてお詫びのコメントを出した[48][49]。
- 2012年10月19日、森口尚史が人工多能性幹細胞（iPS細胞）を臨床応用したと誤報した問題で、常務理事編集局長の吉田文和ら関係者5人を処分した[50]。
- 2012年11月21日、尼崎事件で被告として別人の写真を誤配信した問題で、社長の石川聡ら役員、職員計10人を処分した。共同通信は、10月23日に被告として顔写真を全国の新聞社に送信したが、30日に写真は別人と判明していた[51]。2012年にはこのほかにも誤報が相次ぎ、共同通信社の第三者機関「報道と読者」委員会内でも批判が起きた[52]。
- 2013年9月18日、プロ野球の3試合において、本塁打の撮影に失敗したカメラマンが同じ選手の別の写真を本塁打と偽って配信していたことが明らかになった。共同通信側は「真実を伝えるべき報道機関として許されない行為で、おわびします。極めて重大に受け止めており、過去にさかのぼって調査します。」とコメントを出した[53]。
- 2014年8月5日、朝日新聞が信憑性が薄いとして吉田証言に関する過去の記事16本を取り消した際、共同通信も過去に吉田証言に関する記事を7回配信していたことが問題となった。共同通信側は、1992年頃より識者らの間で信憑性に疑問を呈する声が出だしたため、1992年を最後に記事としての取り上げるのをやめたと説明した[54]。2014年11月17日には、北海道新聞が過去に掲載した「吉田証言」に関する共同通信の記事1本を信憑性が薄いとして取り消した[55][56][57]。
- 2021年12月27日、日本政策金融公庫の新型コロナウイルス関連の融資を巡り、東京地検特捜部が貸金業法違反罪で公明党の遠山清彦元衆院議員を在宅起訴したと報道したが、誤報であったとして共同通信は2022年1月14日、常務理事・編集局長ら5人を処分したと発表した[58][59]。
- 2022年3月11日、「日本人初『ナイト』誕生」との見出しでローマに本部を置く「マルタ騎士団」を名乗る団体が日本人ふたりに「ナイト」の称号を贈ることになったと報道したが、この団体はローマ教皇庁（バチカン）が正統性を認める「マルタ騎士団」とは別団体であることが判明した[60][61]。
- 2024年6月16日に投開票された沖縄県議選において、米軍普天間飛行場の辺野古移設に反対する勢力が過半数獲得確実と報道したが、17日、結果が異なり、誤報になったことを明らかにした[62][63]。7月18日、編集局長ら4人を懲戒処分にしたと発表した[64]。
- 2022年8月15日、自民党の生稲晃子参議院議員が同日靖国神社に参拝したと報じたが、2024年11月25日、「国会議員の出入りを取材する過程で生稲氏が境内に入るのを見たとの報告があったが、本人に直接の確認取材をしないまま記事化した」として記事が誤りだったと発表した。第2次石破内閣で外務大臣政務官に就いた生稲は、同月24日に世界文化遺産「佐渡島の金山」を巡り朝鮮半島出身者を含む全ての労働者の追悼式典に出席したが、韓国政府の代表は参加を見送っており、判断に影響した可能性がある[65][66][67]。同月26日、林芳正内閣官房長官は、今回の共同通信の誤報を受けて、「誤った報道が混乱を生じさせたと認識しており、極めて遺憾だ」と述べ、政府として事実関係や経緯の説明を共同通信社に求める考えを示した[68]。また、共同通信社の水谷亨社長は外務省で岡野正敬外務事務次官と面会し、「追悼式に関係した多くの方々が混乱し、日韓関係にも影響を与えたことを遺憾に思う。生稲政務官や地元の方々、日韓の多くの関係者に謝罪する」と述べた[69]。同月30日に共同通信社が公表した検証結果によれば、現地取材を分担していた他の報道機関からの情報をもとに、裏付けをとることなく生稲の名前を参拝した国会議員の中に挙げたという[70][71][72]。12月5日には再発防止策とともに[73]、編集局長・ニュースセンター長の更迭と両名を含む6名に対する懲戒処分、社長・編集担当専務理事の3か月の役員報酬10%返上を発表した[74][75][76]。

### 当事者と見解が対立した報道
- 2006年2月2日、村上ファンド(株式会社M＆Aコンサルティング)が、名古屋の百貨店松坂屋に、全従業員の解雇や店舗閉鎖を含む経営戦略の見直しを非公式に打診していたと報道した。株式会社M&Aコンサルティングは同日、報道は事実に反するとの見解を発表した[77]。
- 2013年8月18日に神戸市で行われたサザンオールスターズのライブを橋下徹が訪れた際の様子を「数万人の観客が盛り上がり、総立ちになっても、橋下氏はほとんど座ったまま」と報じた。橋下は記者会見で「（記事は）悪意丸出しだ。ひどすぎる」「あんな最上段の場所で、リズム感のない僕が立って、踊るなりなんなりしたら、また（批判を）言われるに決まっている」[78] と反論した。
- 2014年5月8日に、ヘンリー・スコット・ストークスの著書『英国人記者が見た連合国戦勝史観の虚妄』の中で「南京大虐殺」を否定した部分は翻訳者が著者に無断で加筆していたと報道した[79]。これに対し発行元の祥伝社は、翻訳者に加筆されたと報じられた部分はストークスの見解と同じだとする「著者の見解」を発表した[80]。
- 2018年9月2日、原発を持つ電力会社10社が、MOX燃料を再処理して再び燃料として利用するための費用の計上を、2016（平成28）年度以降中止し、事実上、MOX再処理を断念したと報道するも[81]、世耕弘成経済産業相は4日、「まったく事実と異なる報道がなされたことは大変遺憾だと思っている」と強調し[81]、9月18日午前の経産省の会見室で開かれた閣議後の記者会見においても再度、「MOX燃料の再処理を政府がやめたという誤報はぜひ、訂正していただきたい」と述べた[82]。電気事業連合会も、9月3日、使用済MOX燃料の再処理を断念した事実はないとの声明を発表した[83]。
- 2019年8月13日、靖国神社が昨秋、現・上皇へ神社創立150周年の参拝依頼を宮内庁に行ったが断られたと報道した[84]。宮内庁の西村泰彦次長は26日の定例記者会見で、「要請も断った事実もない」と否定した[85]。
- 2019年10月28日、日韓両政府が元徴用工問題で経済基金を創設する案を検討していると報道した[86]。菅官房長官は29日午前の記者会見で、「そのような事実はない」と否定した[87][88]。
- 2019年11月16日、日本とロシアによる北方領土での共同経済活動のパイロット（試行）事業として10月末～11月初旬に実施された国後、択捉両島への観光ツアーで、日本政府が委託先の旅行会社を通じ、参加者に「北方領土」ではなく「北方四島」と呼ぶよう注意喚起していたと報道した[89]。この報道についての衆議院議員丸山穂高による質問に対して、11月29日に政府は「お尋ねのような事実はない」と答弁した[90]。
- 2019年11月29日、複数の政府関係者の証言をもとに、安倍首相が国連演説を断られていたと報道した[91]。これについて、菅官房長官と小泉環境相は、首相が日程の都合で国連の要請を断ったと説明し、事実関係を否定した[92][93]。
- 2019年12月17日、セブン-イレブン・ジャパンが店舗指導を担当する現場社員について、現状の約3千人から約千人減らす組織改編を検討していると報道した[94]。株式会社セブン&アイ・ホールディングスは18日、記事に掲載されているような人員削減の事実は全くないとの見解を発表した[95]。
- 2020年5月6日、政府は地上配備型迎撃システム「イージス・アショア」について、現行案の陸上自衛隊新屋演習場（秋田市）への配備を断念し、新たな候補地として秋田県内の国有地を軸に選定する調整に入ったと報道した[96]。河野太郎防衛相は8日の記者会見で、この報道を「フェイクニュース」と批判した[97]。6月15日、防衛省は山口県むつみ演習場内へのブースター落下が困難であることを理由として、秋田・山口両県への同システム配備プロセスの停止を発表したが、防衛相は自身のブログで、この決定と5月6日の報道は無関係であると回答した[98][99]。
- 2020年5月19日、新型コロナウイルス感染症の治療薬候補アビガンを巡り、明確な有効性が示されていないと報道した[100]。アビガンの臨床研究を進めている藤田医科大は20日、「安全性を担保するために行われるもので、有効性の判定が主目的ではない」との見解を発表し、厚生労働省も「途中経過で判断するのは時期尚早」との見解を示した[101]。
- 2020年5月25日、賭け麻雀で辞職した黒川弘務前東京高検検事長（63）の処分を巡り、法務省は「懲戒」処分が妥当と当初判断していたが、官邸の意向でより軽い「訓告」処分にしたと報道した[102]。一方、安倍総理と菅官房長官は、それぞれ25日の記者会見で、処分は法務省の見解に沿ったものであり官邸の関与はないと否定した[103][104]。
- 2020年6月4日、高知市が、金融機関の口座を持たない人を反社会的勢力との偏った認識で、特別定額給付金の対象者から除外したと報道した[105]。高知市長は同日、記事は事実無根との見解を発表した[106]。これに対し、共同通信社は、市給付金窓口の責任者に3回に渡って取材しており市の見解として報じる了承も得ているとして、市長の反論は責任者の説明と矛盾していると批判した[107]。
- 2020年6月7日、中国の香港国家安全法に対する、米英等による中国批判共同声明について、日本は参加を拒否と報道した[108]。菅官房長官は6月8日の記者会見で「わが国は強い立場を直接、ハイレベルで中国側に直ちに伝達し、国際社会にも明確に発信をしている」と報道を否定した[109]。一方、報道内容の「打診の有無」や「拒否したか否か」については明らかにしなかった[110]。
- 2021年7月21日、ロシアメディアが、ロシア五輪フェンシングのイリガル・マメドフ監督が、東京五輪の選手村の部屋が狭く「中世のようだ」などと批判したと報道したが[111]、元フェンシング選手の太田雄貴が本人に確認したところによると、シャワーのヘッドが壊れて困ったと話した以外は脚色であると判明[112][113]。
- 2022年12月9日、防衛省が人工知能（AI）やSNSのインフルエンサーを利用して、国内世論を誘導する工作の研究に着手したと報道した[114]が、防衛省や内閣総理大臣である岸田文雄は「全くの事実誤認であり、政府として、国内世論を特定の方向に誘導するような取組を行うことは、あり得ない」として、この報道を否定した[115][116]。
- 2024年5月18日、自民党の上川陽子衆議院議員の静岡県知事の応援演説について、『上川氏「うまずして何が女性か」　静岡知事選の応援演説で』との見出しで『自民党推薦候補の当選に向け「この方を私たち女性がうまずして何が女性でしょうか」と述べた』と報道した[117]。野党から「子供をうまない女性は女性ではないと受け取られかねない不適切な発言だ」と批判が出ており、上川も「私の真意と違う形で受け止められる可能性があるとの指摘を真摯に受け止め、撤回する」述べたが、この発言を巡っては「切り取り」ではないかという声もあったほか、英語版記事では『childbirth』という表現があり、自民党の青年局長から「こんなこと言ってませんよね」と指摘が出た[118][119][120]。

## 批判・不祥事

### 報道姿勢に対するOBの批判
- 元共同通信記者の黒田勝弘は、主要メディアである共同通信の無記名記事を通信社として配布していることを無責任と批判した。また、北朝鮮による日本人拉致問題が主流メディアで報道されなかった背景のひとつとして、社会主義へのシンパシーや贖罪意識の影響を受けていた、共同通信の北朝鮮に甘い報道姿勢を挙げている[121]。

### H3ロケット打ち上げ中止に関する記者会見における批判
- 2023年2月17日にJAXAのH3ロケット試験機1号機が、主エンジン点火後に打ち上げを中止した[122]際、同日午後に開かれたJAXAの記者会見で、共同通信の記者がH3プロジェクトチームプロダクトマネージャの岡田匡史に対し打ち上げ中止と失敗の違いについて質問。岡田は「こういった事象が時々ロケットにはあるのですが、その時に自分たちは失敗と言ったことがありませんので。やはり、われわれが非常識かもしれませんが」と説明したが[123]、質疑応答が続いた後、記者が「わかりました、それは一般に失敗といいます。ありがとうございます」と質問を終えた[123]。このやりとりについて、YouTubeで配信された[注釈 31]記者会見を見た人から批判が上がった[123][124][125]。 H3ロケット1号機は結局、同年3月7日に改めて打ち上げが実施されたが失敗した[126]。

### 人事部長による女子学生へのセクシャルハラスメント
- 2012年12月28日に共同通信社の総務局次長兼人事部長が企業説明会で知り合った女子学生をホテルに連れ込んでいた事実が『週刊文春』によって報道された。女子学生に対し「作文を添削してあげるよ」と言って呼び出した上で共同通信の近くのホテルに泊まることを提案し、女性のホテルの部屋の中まで入ってきて関係を迫ったという。女子学生は強く抗議し人事部長はその職から外れたが、共同通信はこの事実を公表していなかった[127]。当初共同通信側は週刊文春の取材に対し、総務局の上司にあたる人物が「単なる噂でいちいち調査します？」と応じ、内部調査そのものを拒否していた[128]。また、担当者の1人は「人事部長が休んでいるものですから、色んなうわさはあった」「休んでいるのは、体調を崩しているからだ」などと説明していたという[129]。週刊文春の記事によると、当の人事部長は取材に対して「会社に聞いてください」の一点張りで、社内の査問では「好きになってしまったものは仕方がない」などと述べていたという[130]。2013年5月16日に週刊文春から特集記事が出されることとなり、共同通信の広報は「現在、社内で委員会を作って調査しています」とコメント。5月20日になって、人事部長の懲戒解雇が決定した[131]。公表が大幅に遅れたのは隠蔽ではないかとの文春の指摘に対しては「当該学生の就職活動に影響がないよう配慮したため」と共同通信側は釈明している[132]。共同通信は、役職員5人に対して厳重注意や報酬減額などの処分を発表した。石川社長らへの同様の処分は、2012年2月の大分県内で起きた死体遺棄事件における写真の誤配信、2012年10月のiPS細胞をめぐる誤報問題、2012年11月の尼崎市連続変死事件における写真の誤配信においても行われている[133]。
- 5月22日、共同通信側が「週刊文春の記事は事実誤認が多く（中略）場合によっては法的措置をとることも検討します」「文春による取材は伝聞の伝聞というレベルのものであり取材を尽くすべきだ」「人事部長の休職は大規模異動などで体調を崩したためだ」といった全く事実と異なる内容の内部文書を5月15日の段階になってもなお作成していたことが発覚したため、経営陣の進退問題に発展するだろうと週刊文春が報じた[134]。共同自身が記事を配信している地方新聞各紙では、翌日の朝刊でベタ記事（記事が1段程度で構成され、見出しにおいても活字が小さくて薄い）としてこれを扱っている。一方海外での関心は高く、台湾・中国などでもこの問題が報道されたという[135][136]。5月29日、石川社長は一連の不祥事の責任を取り辞任する意向を固めた[137]。

### パソコン遠隔操作事件取材における不正接続疑い
- 2013年4月12日、社会部の複数の記者が、パソコン遠隔操作事件で犯行声明を弁護士らに送り付けた人物が利用したとみられるウェブメールのサイトで、メールアドレスと推測したパスワードを入力して複数回アクセスし、送受信の記録などを閲覧していたことが判明した。共同通信側は、このアクセスで得た情報は記事にしていないとしている[138]。
- 6月25日、共同通信の記者2人が朝日新聞の記者3人とともに不正アクセス禁止法違反容疑で書類送検されたが、共同通信の社会部長は「形の上では法律に抵触する可能性がありますが、事件の真相に迫るための取材行為だったことを捜査当局に説明し、理解してもらえたと思います」とコメントしている[139]。一方、事件発覚の当初にあった「（真犯人に近づく目的だったが、）取材上、行き過ぎがあった」との表現がコメントから無くなっている[140]。

### 記者による患者データ横流し
- 2014年2月25日、子宮頸がんワクチン反対グループが主催する「子宮頸がんワクチンの重篤副反応に関する国際シンポジウム」に参加した共同通信社国際局の記者が、ワクチン問題の取材過程で入手した約140人の患者の個人情報を、シンポジウム関係者や国会議員に横流しし、その情報がシンポジウムの場で利用された[141]。また、記者は会社の許可を得ずに社名を名乗って司会などを務め、主催者側の意図に沿った発言をしていた。共同通信社は記者を諭旨解雇とし、上司の国際局長ら2人も管理監督責任を問い減給とした[142]。共同通信社総務局は「記者倫理を大きく逸脱する行為で、関係者にご迷惑をお掛けしたことをおわびします。記者教育を徹底します」とのコメントを出した。

### 報酬に基づく医療記事の配信疑惑
- 2017年、共同通信のグループ会社が医薬品を称賛する記事を報道記事として配信し、電通から成功報酬を受け取っていたと報道NPOのワセダクロニクルが報道した[143]。

### 取材を断った一般家庭の門を蹴飛ばす
- 2017年4月17日、千葉県我孫子市でベトナム国籍の小学3年生女児（当時9歳）の遺体が見つかった事件（千葉小3女児殺害事件を参照）に関して、現場付近の一般家庭に取材を行っていた男性記者が、インターホン越しに取材を断った近隣住民の自宅の外壁を蹴り上げていたことが、防犯カメラに記録されていた動画とともにその住民によりTwitterに書き込まれたことが報じられた。被害者住民は、記者の社名は明らかにせず、警察に報告すると発表した[144]。その後、問題の映像に映っていた記者が共同通信社の20代男性記者であることが判明、同社は「事情を聴いた上で厳しく指導する」としており、幹部とこの記者が住民宅を訪れ直接謝罪したという[145]。

### 加計学園に関する不適切な取材
- 2018年6月12日、加計学園問題に関して学校法人「加計学園」の事務局長が愛媛県幹部と5月31日に面会した際、非公開の会議室内に録音状態のICレコーダーを置く不適切な取材をしたとして、同社大阪支社編集局社会部記者をけん責の懲戒処分、松山支局記者を厳重注意処分としたと発表した。また、愛媛県に謝罪を行った[146]。

### ネット記事の無断差し替え
- 2018年1月25日に公開した「山中氏、科学誌創刊に深く関与か　京大、iPS研の論文不正」と題した記事で、京都大学iPS細胞研究所の論文不正問題をめぐり、同研究所の山中伸弥所長が問題の論文を掲載した米科学誌の創刊に深く関わっていた、と報じ「この論文の審査に山中氏は関与していないとみられるが、現在も編集委員の一人となっている。一般的に科学誌の論文審査制度に対しては、不正を見抜く仕組みが不十分だとの声もある」とも伝えた。これに対し、あたかも山中教授が論文の不正に関与していたかのような誤解を与えるとして批判が噴出。ツイッターでは一時「科学誌創刊」「iPS研の論文不正」がトレンド入りするなど波紋を広げた。共同通信は、記事掲載から数時間後、記事のURLはそのまま「山中所長が給与全額寄付　京大iPS研、論文不正」と見出しを変更し、記事内容を大幅に改変した。しかし訂正記事は掲載しなかった[147]。

これに関して、植物学者の塚谷裕一が「科学論文の原稿は、投稿したら編集部の裁量で掲載が決まるというようなものではない。第三者の査読・審査を経てそれをパスする必要がある。（中略）査読者には、著者と利害関係にある人間は選ばれない。公平を期するためで、厳しい基準の場合は、著者と同じ機関に所属しているだけでも査読者に選ばれないほどだ。（中略）したがって山中教授がいかにその科学誌の創刊メンバーの一人であろうと、また編集委員の一人であろうとも、論文の掲載に手心を加える余地はない」と解説している。

### 熱海市の土石流現場での民家立ち入り
- 2021年7月4日、熱海市伊豆山土石流災害の取材で、共同通信社の30代の記者が土石流の現場に隣接する民家2棟の屋外テラスに無断で立ち入り、計約1時間にわたって被害や捜索活動の様子を撮影した。9月17日、共同通信社は記者が住居侵入の疑いで熱海警察署に書類送検されたと発表した。共同通信社は、この記者を戒告の懲戒処分とした[149]。

### 元支局長による着服
- 2023年12月8日、共同通信社ソウル支局長を務めた現外信部次長2人が支局長時代に不正な会計処理をし、計約6千万円を私的に流用していたとして懲戒解雇し、発表した。また、当時の外信部長ら4人も懲戒処分にするほか、水谷社長ら役員と元役員5人は報酬を一部返上する[150]。

## 賞

### 日本記者クラブ賞
- 1983年度 - 『事件記者あるいは連載企画のキャップとして粘り強く社会的テーマを追い続け、"生涯一記者"に徹して活動する姿勢に対して』社会部兼編集委員：斎藤茂男
- 2004年度 - 『長年、日米関係の調査報道に取り組む。膨大なアーカイブから資料を発掘し、関係者への取材の積み重ねで真相に迫った仕事に対して』論説副委員長：春名幹男
- 2013年度 - 「文芸記者として村上春樹や白川静ら作家や学者への直接取材により、読者への橋渡しに努めた活動に対して」共同通信社編集委員兼論説委員：小山鉄郎